# Csilla von Boeselager
Csilla von Boeselager (Csilla Freifrau von Boeselager, születési nevén: Fényes Csilla; Budapest, 1941. május 17. – Arnsberg, Németország,  1994. február 23.) magyar származású vegyész, marketingszakember – férje révén német báróné, filantróp; máltai dáma; a Magyar Máltai Szeretetszolgálat egyik alapítója.

## Családja és származása
A nemesi származású csokalyi és dengelegi Fényes család sarja. Apja a református vallású dengelegi Fényes Iván, gépészmérnök, budapesti egyetemi tanár, anyja, a római katolikus nemesi származású zborói Zboray Marianna, akik 1930. május 6-án kötöttek házasságot, Budapesten. Fényes Csilla nővére, az 1937-ben született Kunckelné dengelegi Kunckel Ildikó Venezuelában élő fizikus egyetemi tanár. Apai nagyszülei a református felekezetű dr. dengelegi Fényes Iván (1869–1943), a Magyar Nemzeti Bank igazgatója, kincstári főtanácsos, a Ferenc József-rend tulajdonosa, és nemesi származású veszprémi Roboz Kornélia (1871–1949) asszony voltak. Anyai nagyszülei zborói Zboray Béla, bankhivatalnok, és derecskei Körmendy Margit voltak. Apai dédszülei, dengelegi és csokalyi Fényes Móric (1835–1905), berettyóújfalui földbirtokos, és mezőtelegdi Miskolczy Ottilia (1841–1904) asszony voltak. Fényes Csilla apai ükapja Fényes Dániel (1802–1842), érendrédi, berettyóújfalui földbirtokos, akinek a fivére, csokalyi Fényes Elek (1807–1876) magyar statisztikus, közgazdasági statisztikai és földrajzi író volt. Apai nagybátyja, Fényes Kornél (1894–1934), gépészmérnök. Felmenője, dengelegi Fényes Péter címeres nemeslevelet szerzett 1633. május 5-én I. Rákóczi György Erdélyi Fejedelemtől, melyet később, 1635. február 10-én II. Ferdinánd magyar király erősített meg. A zborói Zboray család őse, Zboray Lőrinc 1727. május 13-án magyar nemesség és címer adományozásban részesült III. Károly magyar királytól. A nemes Roboz családnak a felmenője Roboz Benedek 1661. június 2-án magyar nemesség és címer adományozásban részesült I. Lipót magyar királytól.
Fényes Csillát az édesanyja vallása alatt, a római katolikus vallás alatt keresztelték meg. Nem sokkal születése után, 1944-ben a család a közeledő Vörös Hadsereg elől előbb Németországba, majd Venezuelába, Caracasba menekült.

## Élete

1982-től a német Malteser Hilfsdienst (Máltai Segítőszolgálat) arnsbergi szervezetében dolgozott.1988-ban belépett a máltai lovagrendbe, mint tiszteleti dáma

Fényes Csilla 4 éves volt, amikor a bevonuló szovjet csapatok elől a családnak el kellett menekülnie Magyarországról. 2 évet egy bajorországi menekülttáborban töltöttek, majd 1947-től a családot Venezuela fogadta be. Rendkívül szerény körülmények között éltek. Csilla a ferences nővérek iskolájában tanult Caracasban, majd jó tanulmányi eredményei alapján az Amerikai Egyesült Államokban folytatta tanulmányait, ahol vegyész diplomát szerzett 1961-ben a New York-i Vassar College-en.
1960-tól New Yorkban élt és egyre komolyabb pozícióba kerülve dolgozott a vegyiparban. A felelősségteljes munka mellett már akkor elkezdett bálokat szervezni, jótékonysági szervezetekben tevékenykedni és jutott ideje a Magyar Katolikus Ligát vezetni is. Ugyanabban az évben egy lovas-balesetből kifolyólag kórházba került, amit három évnyi gyógykezelést követően hagyott el 50 százalékos rokkantsággal. 1970-ig a Royal Dutch Shellnél dolgozott New Yorkban mint marketinges, majd Frankfurt am Mainba költözött, ahol egy kozmetikai cég marketingvezetője lett.
Nyugat-Németországban ismerte meg a római katolikus Wolfhard von Boeselager német bárót, Maximilian von Boeselager (1911–1989) báró és a Friederike von Fürstenberg (1910–1988) bárónő fia, akivel 1973. június 2-án házasodtak össze, és költöztek a családi fészekbe Arnsberg Voßwinkel-kerületébe. 1986-ig a Wildwald Voßwinkel naturpark üzletvezetőjeként dolgozott, 1976-ban egy idegenforgalmi egyesületet alapított a kerületben. 1982-től a német Malteser Hilfsdienst (Máltai Segítőszolgálat) arnsbergi szervezetében dolgozott.1988-ban belépett a máltai lovagrendbe, mint tiszteleti dáma.
1987-ben ábránfalvi Ugron Imre, Németországban élő magyar máltai lovag, hívta fel a figyelmét arra, hogy Magyarországnak már lehet segítséget nyújtani a máltai rend keretében. Kezdetben Kozma Imre magyarországi katolikus pap, a zugligeti plébánián fogadta a kamionokkal érkező segélyszállítmányokat, amik az első időben kórházi, orvosi eszközök voltak. Már abban az évben találkozott egymással Csilla von Boeselager és Kozma Imre, ekkor határozták el a magyarországi máltai szervezet létrehozását. 1988. december 14-én alapította meg Csilla von Boeselager Németországban az Ungarischer Malteser Caritas-Dienst  е. V. nevű szervezetet, 1989. február 4-én ennek magyarországi testvéregyesületét, a Magyar Máltai Szeretetszolgálatot (MMSZ). A magyar szervezet elnöke Kozma Imre, helyettese Csilla von Boeselager lett, aki később tiszteletbeli elnök tisztséget töltött be. Csilla von Boeselager volt a vezetője annak a menekülttábornak, ami a Német Demokratikus Köztársaságból érkezőket fogadta. Az MMSZ későbbi segélyakcióit (erdélyi menekültek fogadása, majd a Horvátországi háború miatt Magyarországra érkezők, szegénykonyhák, öregotthonok stb.) továbbra is Csilla von Boeselager szervezte és támogatta. 1988 nyarán rosszindulatú daganatot diagnosztizáltak nála, meg is műtötték. 1992-től betegsége tolószékbe kényszerítette. Csilla von Boeselager életének súlyos daganatos betegségben töltött utolsó évei a Magyar Máltai Szeretetszolgálat tevékenységének megszervezésével teltek, amire küldetésként tekintett: „Erre készített fel az Úr egész életemben. Megismertette velem a menekült, a kirekesztett, a szegény, a rokkant státuszt, hogy tudjam, mi van annak a lelkében, s mennyire rászorul az együttérzésből fakadó aktív segítségre az, aki ilyen helyzetben él.”
1991-ben megalapította "Boeselager'sche  Stiftung Osteuropa Hilfe  е. V." (OH) nevű szervezetét, hogy felekezeteken és pártokon átívelve tudjon segítséget nyújtani. Az OH Csilla von Boeselager halála után is működött, vezetését férje, Wolfhard von Boeselager vette át.

### Családja
Gyermekei: Ildikó 1974-ben, Ilona 1976-ban született. Testvére, Kunckel Ildikó (szül: Fényes Ildikó) Venezuelában él, sógora Dietrich Kunckel építész.

## Díjai
- Order pro merito Melitensi (1988)[18]
- A Német Szövetségi Köztársaság Érdemrendje (1989)
- Nők Európáért Díj (1991)
- Európai Kulturális Díj (1992)
- St.-Liborius-Medaille für Einheit und Frieden (1992)
- European Human Rights Prize (1992)
- Miskolc díszpolgára (1997)

## Származása
| Báró Boeselager Wolfhardné dengelegi Fényes Csilla (Budapest, 1941. május 17. – Németország, Arnsberg 1994. február 23.) r. kat. | Apja: dengelegi Fényes Iván (Budapest, 1901. április 30.–?) okleveles gépészmérnök, műszaki tanácsadó, a caracasi Központi Egyetem tanára, a „Jose Maria Vargas" rend első osztályának a tulajdonosa ref. | Apai nagyapja: dr. dengelegi Fényes Iván Elemér Mór (Berettyóújfalu, 1869. április 17.–Budapest, 1943. augusztus 12.), a Magyar Nemzeti Bank igazgatója, kincstári főtanácsos, a Ferenc József-rend tulajdonosa, a Budapesti Leszámoló Egylet elnöke. ref. | Apai nagyapai dédapja: csokalyi és dengelegi Fényes Móric (Berettyóújfalu, 1835. január 12.–Berettyóújfalu, 1905. január 4.) berettyóújfalui földbirtokos. (Szülei: csokalyi és dengelegi Fényes Dániel és mezőtelegdi Miskolczy Karolina, 2. férje: krivinai Lonovics Miklós) ref. |
| Báró Boeselager Wolfhardné dengelegi Fényes Csilla (Budapest, 1941. május 17. – Németország, Arnsberg 1994. február 23.) r. kat. | Apja: dengelegi Fényes Iván (Budapest, 1901. április 30.–?) okleveles gépészmérnök, műszaki tanácsadó, a caracasi Központi Egyetem tanára, a „Jose Maria Vargas" rend első osztályának a tulajdonosa ref. | Apai nagyapja: dr. dengelegi Fényes Iván Elemér Mór (Berettyóújfalu, 1869. április 17.–Budapest, 1943. augusztus 12.), a Magyar Nemzeti Bank igazgatója, kincstári főtanácsos, a Ferenc József-rend tulajdonosa, a Budapesti Leszámoló Egylet elnöke. ref. | Apai nagyapai dédanyja: mezőtelegdi Miskolczy Ottilia (Álmosd, 1841. december 27.–Berettyóújfalu, 1904. január 4.) (Szülei: mezőtelegdi Miskolczy Lajos, Hajdú vármegye főispánja, és kölcsei Kölcsey Klára) ref.                                                                   |
| Báró Boeselager Wolfhardné dengelegi Fényes Csilla (Budapest, 1941. május 17. – Németország, Arnsberg 1994. február 23.) r. kat. | Apja: dengelegi Fényes Iván (Budapest, 1901. április 30.–?) okleveles gépészmérnök, műszaki tanácsadó, a caracasi Központi Egyetem tanára, a „Jose Maria Vargas" rend első osztályának a tulajdonosa ref. | Apai nagyanyja: veszprémi Roboz Kornélia (Szemere, Győr vármegye, 1871. július 6.–Budapest, 1949. május 7.) ref. | Apai nagyanyai dédapja: veszprémi Roboz Gyula (Szemere, Győr vármegye, 1845. március 27.–Győr, 1881. október 30.) szemerei közbirtokos (Szülei: veszprémi Roboz József és Nemes Viktória) ref.                                                                                      |
| Báró Boeselager Wolfhardné dengelegi Fényes Csilla (Budapest, 1941. május 17. – Németország, Arnsberg 1994. február 23.) r. kat. | Apja: dengelegi Fényes Iván (Budapest, 1901. április 30.–?) okleveles gépészmérnök, műszaki tanácsadó, a caracasi Központi Egyetem tanára, a „Jose Maria Vargas" rend első osztályának a tulajdonosa ref. | Apai nagyanyja: veszprémi Roboz Kornélia (Szemere, Győr vármegye, 1871. július 6.–Budapest, 1949. május 7.) ref. | Apai nagyanyai dédanyja: Sztankovich Sarolta (Öreg-Komárom, 1848. április 6.) (Szülei: Sztankovics József, uradalmi gazdatiszt, és Lenhardt Terézia) r. kat. |
| Báró Boeselager Wolfhardné dengelegi Fényes Csilla (Budapest, 1941. május 17. – Németország, Arnsberg 1994. február 23.) r. kat. | Anyja: zborói Zboray Marianna (Budapest, 1908. május 14.–Caracas, Venezuela, 1977. november 27.) r. kat.                                                                                                  | Anyai nagyapja: zborói Zboray Béla József Manó (Lipótváros, Pest, 1870. október 28.–Budapest, 1929. december 14.) bankhivatalnok. r. kat. | Anyai nagyapai dédapja: zborói Zboray Béla (Bély, Zemplén vármegye, 1836. november 3.–Budapest, 1920. augusztus 20.) köz- és váltó-ügyvéd, országgyűlési képviselő (Szülei: zborói Zboray János és Markovich Jozefa) r. kat.                                                        |
| Báró Boeselager Wolfhardné dengelegi Fényes Csilla (Budapest, 1941. május 17. – Németország, Arnsberg 1994. február 23.) r. kat. | Anyja: zborói Zboray Marianna (Budapest, 1908. május 14.–Caracas, Venezuela, 1977. november 27.) r. kat.                                                                                                  | Anyai nagyapja: zborói Zboray Béla József Manó (Lipótváros, Pest, 1870. október 28.–Budapest, 1929. december 14.) bankhivatalnok. r. kat. | Anyai nagyapai dédanyja: nyiri Garay Emília (Terézvárosi, Pest, 1842. február 15.–Budapest, 1894. március 21.) (Szülei: nyiri Garay Imre, kereskedő, az 1848–49-ik országos iparműtár igazgatója, és Stöckl Anna Mária) r. kat.                                                     |
| Báró Boeselager Wolfhardné dengelegi Fényes Csilla (Budapest, 1941. május 17. – Németország, Arnsberg 1994. február 23.) r. kat. | Anyja: zborói Zboray Marianna (Budapest, 1908. május 14.–Caracas, Venezuela, 1977. november 27.) r. kat.                                                                                                  | Anyai nagyanyja: derecskei Körmendy Margit Hermina Erzsébet (Budapest, 1874. február 6.–Budapest, 1925. október 8.) r. kat. | Anyai nagyanyai dédapja: derecskei Körmendy Imre (Pápa, 1838. október 30. –Kótaj, 1907. december 1.) jogtanácsos, ügyvéd, földbirtokos (Szülei: Körmendy Péter és Polgár Terézia) r. kat.                                                                                           |
| Báró Boeselager Wolfhardné dengelegi Fényes Csilla (Budapest, 1941. május 17. – Németország, Arnsberg 1994. február 23.) r. kat. | Anyja: zborói Zboray Marianna (Budapest, 1908. május 14.–Caracas, Venezuela, 1977. november 27.) r. kat.                                                                                                  | Anyai nagyanyja: derecskei Körmendy Margit Hermina Erzsébet (Budapest, 1874. február 6.–Budapest, 1925. október 8.) r. kat. | Anyai nagyanyai dédanyja: szkirl Tálossy Erzsébet (1847 –Budapest, 1927. március 6.) r. kat. |